# Soraya Arnelas
Soraya Arnelas (Valencia de Alcántara, 1982. szeptember 13. –) spanyol énekesnő. Ő képviselte Spanyolországot a 2009-es Eurovíziós Dalfesztiválon, La noche es para mí (Az éjszaka nekem való) című dalával. Énekesi karrierje előtt az Iberworld és az Air Madrid légitársaságnál volt légiutaskísérő. Öt nyelven beszél: angolul, franciául, spanyolul, portugálul és németül.

## Diszkográfia

### Albumok
| Év   | Cím                                                                                                   |
| ---- | --- |
| 2005 | Corazón De Fuego - 1. stúdióalbum - Kiadás: 2005. december 5. - Kiadó: Vale Music / Santander Records |
| 2006 | Ochenta's - 2. stúdióalbum - Kiadás: 2006. november 21. - Kiadó: Vale Music / Universal               |
| 2007 | Dolce Vita - 3. stúdióalbum - Kiadás: 2007. szeptember 11. - Label: Vale Music / Universal            |
| 2008 | Sin Miedo - 4. stúdióalbum - Kiadás: 2008. október 14. - Kiadó: Vale Music / Universal                |

### Válogatások
| Év   | Válogatás                        | Album            |
| ---- | -------------------------------- | ---------------- |
| 2005 | "Mi Mundo Sin Ti"                | Corazón De Fuego |
| 2006 | "Corazón De Fuego"               | Corazón De Fuego |
| 2006 | "Self Control"                   | Ochenta's        |
| 2007 | "Call Me"                        | Ochenta's        |
| 2007 | "La Dolce Vita"                  | Dolce Vita       |
| 2008 | "Words"                          | Dolce Vita       |
| 2008 | "Sin Miedo"                      | Sin Miedo        |
| 2009 | "La Noche Es Para Mí" (ESC 2009) | Sin Miedo        |
| 2009 | "Caminaré" (Feat. Kate Ryan)     | Sin Miedo        |

### Kiemelt előadóként
| Év   | Válogatás                                         | Album |
| ---- | ------------------------------------------------- | ----- |
| 2006 | "No Debería" (Antonio Romero-val)                 |       |
| 2006 | "Fruto Prohibido" (Santa Fe-vel)                  |       |
| 2008 | "Tonight We Ride/No Digas Que No" feat. Kate Ryan | Free  |